# 圣格雷瓜尔
圣格雷瓜尔（法語：Saint-Grégoire，法語發音：[sɛ̃ ɡʁeɡwaʁ]）是法国伊勒-维莱讷省的一个市镇，位于该省中部偏西，属于雷恩区和雷恩都会区，其市镇面积为17.3平方公里，2022年1月1日时人口数量为9992人。
圣格雷瓜尔是雷恩都会区的组成部分，是雷恩近郊重要的卫星城，位于雷恩市区以北，雷恩环城公路外侧。

## 行政
圣格雷瓜尔的邮政编码为35760，INSEE市镇编码为35278。

## 地理

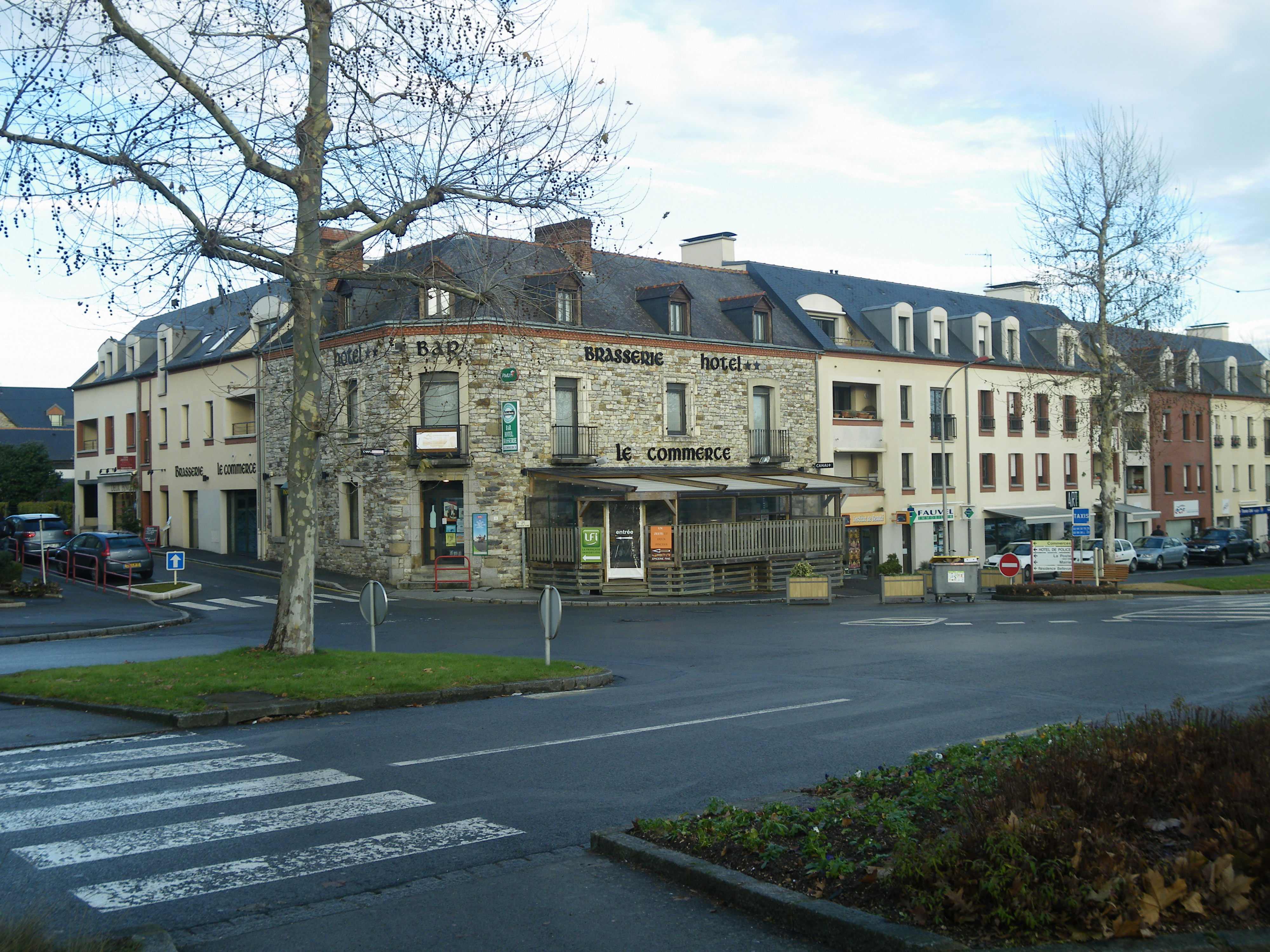
圣格雷瓜尔镇中心

圣格雷瓜尔（48°9'4"N, 1°41'10"W）位于法国西北部，布列塔尼大区东部和伊勒-维莱讷省中部，距离省会雷恩大约3公里。
与圣格雷瓜尔接壤的市镇包括：雷恩、贝通、拉沙佩勒德富日雷、默莱斯、蒙热尔蒙。

### 地形
圣格雷瓜尔境内地势平坦，海拔在27至91米之间。

### 地质
圣格雷瓜尔所处地区是法国著名的法朗石聚集区。法朗石是沉积石灰岩的一种，因其主要分布于中新世的法兰海湾（今卢瓦尔河下游地区）而闻名。圣格雷瓜尔法朗石是法朗石的重要代表。

### 水文
伊勒河自北向南流经境内。

### 气候
按照柯本气候分类法，圣格雷瓜尔属于较为典型的温带海洋性气候，全年温差较小，降水分布均匀。

## 交通
雷恩环城公路与伊勒-维莱讷省省道D137线（雷恩－圣马洛高等级公路）在境内西南部交汇，并设有出入口可连接镇中心；伊勒-维莱讷省省道D29线、D82线和D91线经过圣格雷瓜尔境内。雷恩公交C2线和78路经过圣格雷瓜尔境内并设有站点。

## 政治
现任圣格雷瓜尔市长为皮埃尔·布勒托先生（Pierre Breteau），他是民主运动的一名成员。

## 人口
| 年份   | 1936  | 1946  | 1954  | 1962  | 1968  | 1975  | 1982  | 1990  | 1999  | 2004  | 2009  | 2014  | 2017  |
| ------ | ----- | ----- | ----- | ----- | ----- | ----- | ----- | ----- | ----- | ----- | ----- | ----- | ----- |
| 人口數 | 1,237 | 1,498 | 1,438 | 1,464 | 2,092 | 2,461 | 3,854 | 5,809 | 7,644 | 7,977 | 8,333 | 9,195 | 9,639 |

## 商业
圣格雷瓜尔市镇南部设有大型开放式商业街区，勒克莱尔大型超市在其境内设有连锁店。

## 友好城市
- 德国 乌滕罗伊特